# 岐阜県道165号小熊正木線
岐阜県道165号小熊正木線（ぎふけんどう165ごう おぐままさきせん）は、岐阜県羽島市小熊町西小熊と同市正木町新井を結ぶ一般県道である。

## 概要
岐阜県羽島市小熊町西小熊の岐阜県道153号羽島茶屋新田線、岐阜県道157号鶉羽島線交点が起点。起点より境川に沿って東に進み、東境川橋の袂で右折し、南に向かう。東小熊交差点で左折し、再び東へ向かう。名鉄竹鼻線南宿駅付近で右折し、南に向かう。ここからは1.5車線ほどの道幅の道が続き、須賀駅付近で名鉄竹鼻線の踏切を渡る。羽島市正木町須賀で岐阜県道183号正木岐阜線と合流し、重複して南下する。羽島市立正木小学校の横を通過して、羽島市正木町新井の正木町新井交差点（岐阜県道18号大垣一宮線交点）が終点。

### 路線データ
- 始点：岐阜県羽島市小熊町西小熊（岐阜県道153号羽島茶屋新田線、岐阜県道157号鶉羽島線交点）
- 終点：岐阜県羽島市正木町新井 正木町新井交差点（岐阜県道18号大垣一宮線交点）

## 重複区間
- 岐阜県道183号正木岐阜線（羽島市正木町須賀 - 正木町新井交差点）

## 地理
起点付近に境川（木曽川水系長良川支流）が流れる。

### 通過する自治体
- 岐阜県
  - 羽島市

### 接続路線
- 岐阜県道153号羽島茶屋新田線、岐阜県道157号鶉羽島線（羽島市小熊町西小熊）
- 岐阜県道1号岐阜南濃線（岐阜県道151号岐阜羽島線重複）（羽島市 足近町2交差点）
- 岐阜県道183号正木岐阜線（羽島市正木町須賀）
- 岐阜県道18号大垣一宮線（羽島市 正木町新井交差点）

### 周辺
- 羽島市立足近小学校
- 南宿駅（名鉄竹鼻線）
- 須賀駅（名鉄竹鼻線）
- 羽島市立正木小学校

## 別名
- 美濃街道（羽島市）
- 吉例街道（羽島市）